# Stéphane Rochon
Pour les articles homonymes, voir Rochon.
Stéphane Rochon, né le 15 mars 1974 à Laval (Québec), est un skieur acrobatique canadien.
Il a été vice-champion du monde en 1997 en bosses.

## Palmarès
- Jeux olympiques d'hiver
  - Jeux olympiques de 1998 à Nagano (Japon)
    - 8e en bosses.

  - Jeux olympiques de 2002 à Salt Lake City (États-Unis)
    - 15e en bosses.

- Championnats du monde de ski acrobatique
  - Championnats du monde de ski acrobatique de 1997 à Iizuna Kogen (Japon) :
    -  Médaille d'argent en bosses.

  - Championnats du monde de ski acrobatique de 2001 à Whistler (Canada) :
    -  Médaille de bronze en bosses.

- Coupe du monde de ski acrobatique
  - Meilleur classement général : 6e en 1997 et 2002.
  - Meilleur classement en bosses : 2e en 1997 et 2002.
  - Meilleur classement en bosses en parallèle : 2e en 1996, 1999, 2000 et 2003 (3e en 2002).
  - 30 podiums dans les épreuves de coupe du monde, dont 9 victoires.